# Đậu ván
Đậu ván (tên khoa học: Lablab purpureus) là cây họ Đậu được trồng nhiều ở các nước nhiệt đới để dùng làm thực phẩm, đặc biệt là ở châu Phi, Ấn Độ, Indonesia và Việt Nam. Đậu ván gồm hai giống là đậu ván trắng và đậu ván tím (dựa trên màu sắc của hoa và của quả, hạt). Các bộ phận được sử dụng làm thực phẩm là quả và hạt.
Quả đậu ván còn xanh được dùng tương tự đậu cô ve để xào hoặc luộc. Hạt đậu ván già thường dùng để nấu chè (món ăn), ở Huế gọi là chè đậu ván. Ở một số vùng quê Việt Nam, lá đậu ván được dùng để nhuộm màu bánh chưng. Trong hạt đậu ván khô có chứa độc tố glucozit dưới dạng xyanua với nồng độ cao, do đó chỉ ăn được sau khi luộc hạt đậu trong một thời gian. Cây đậu ván cũng được sử dụng làm thức ăn cho gia súc  và còn được trồng làm cảnh. Ngoài ra, cây đậu ván còn được dùng làm thuốc.

## Phân loài

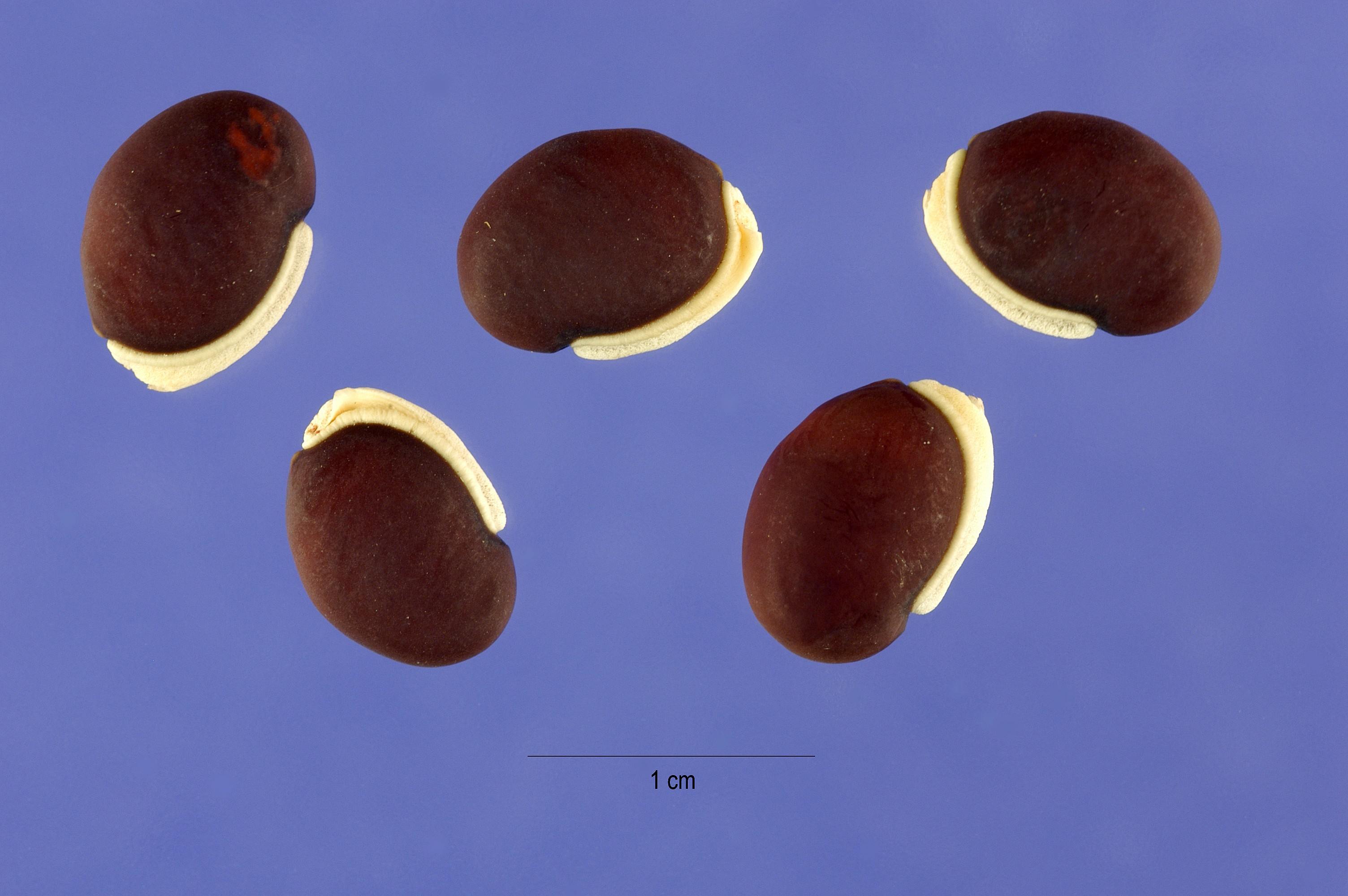
Hạt đậu ván tím

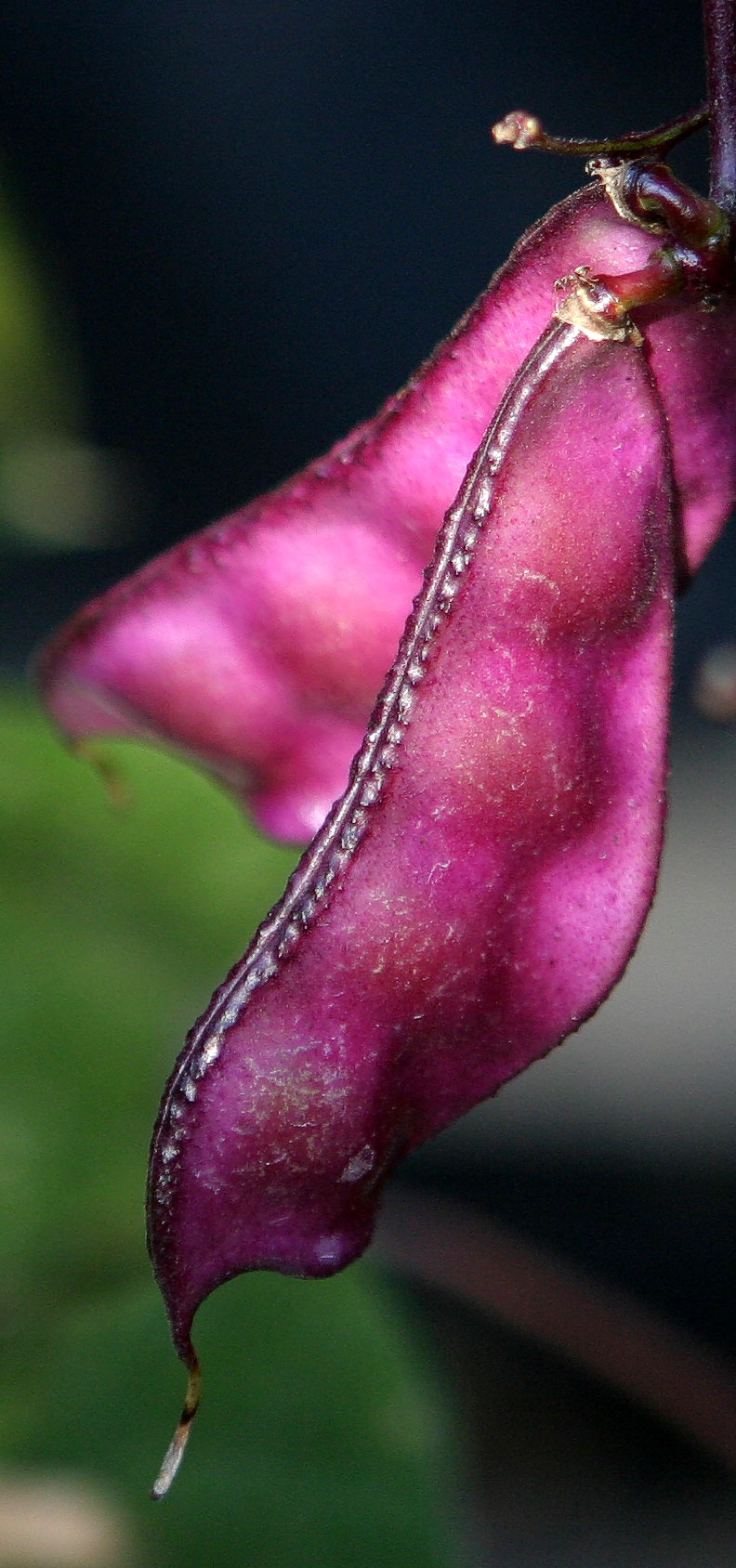
Quả đậu ván tím

Loài này có 3 phân loài được chấp nhận:
- Lablab purpureus subsp. bengalensis, (Jacq.) Verdc
- Lablab purpureus subsp. purpureus, (L.) Sweet
- Lablab purpureus subsp. uncinatus, Verdc.

Các tên đồng nghĩa gồm:
- Dolichos lablab L.,
- Dolichos purpureus L.,
- Lablab niger Medikus,
- Lablab lablab (L.) Lyons,
- Vigna aristata Piper, và
- Lablab vulgaris, L. Savi.

Loại đậu này có tên tiếng Anh là Hyacinth Bean hay Indian Bean (đậu Ấn Độ, Egyptian Bean (đậu Ai Cập), Bulay (tiếng Tagalog), Bataw (tiếng Visayan).

## Đậu ván trắng
Đậu ván trắng còn được gọi là bạch biển đậu, bạch đậu, đậu biển, thúa pản khao (tiếng Tày), tập bẩy bẹ (tiếng Dao). Đậu ván trắng là cây dây leo bằng thân quấn. Cành non có lông. Lá mọc so le, 3 lá chét, có lông. Hoa trắng mọc thành chùm ở kẽ lá. Quả đậu, dẹt, đầu có mỏ nhọn cong. Hạt hình thận, màu trắng, có mồng ở mép. Mùa hoa: tháng 4-5; mùa quả: tháng 6-8. Cây trồng lấy quả non và hạt ăn, hạt già làm thuốc.
Thành phần hóa học: Hạt chứa protein, lipid, glucid, các amino acid: tryptophan, arginin, tyrosin, men tyrosinasa, các vitamin A, B1, B2, C, acid cyanhydric, muối vô cơ Ca, P, Fe. Bộ phận dùng làm thuốc: Hạt thu từ quả chín già, phơi hoặc sấy khô. Khi dùng, sao vàng. Còn dùng cả lá. Công dụng: Thuốc bổ, mát, giải độc, chống nôn, chữa cảm nắng, ỉa chảy, viêm ruột, đau bụng, ngộ độc rượu, thạch tín, cá nóc. Lá tươi nhai ngậm với muối, nuốt nước chữa họng sưng đau.

## Hình ảnh

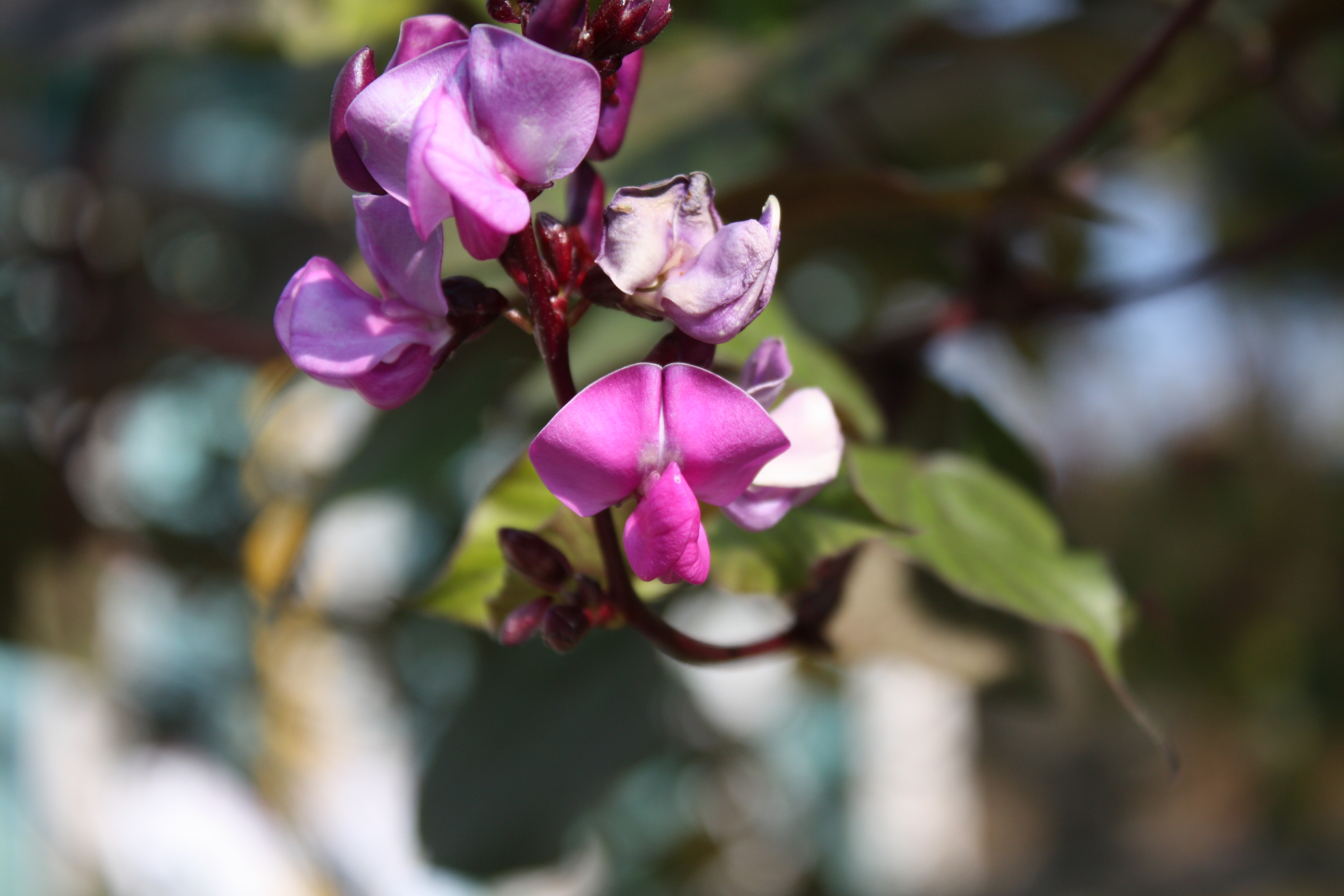
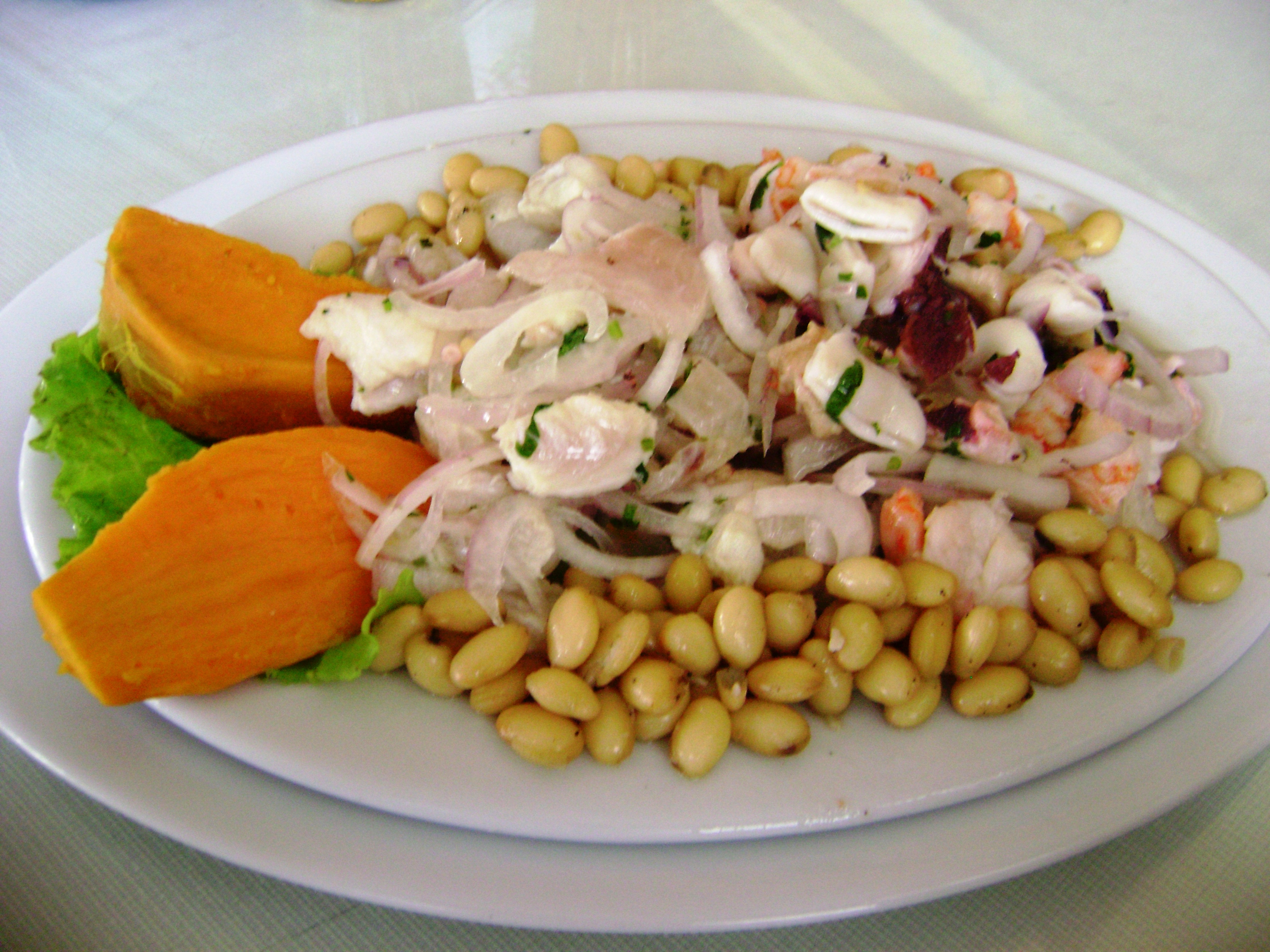
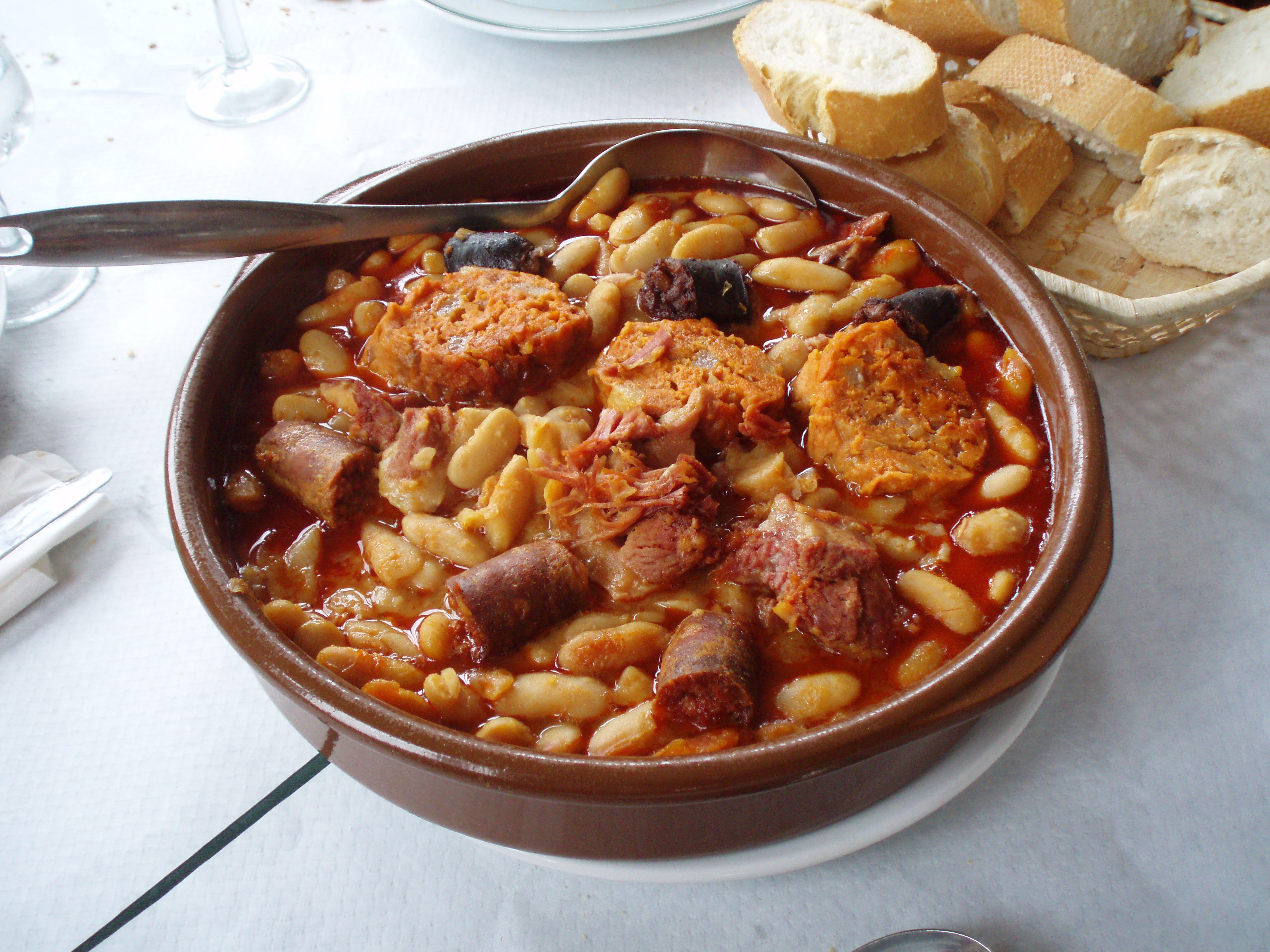
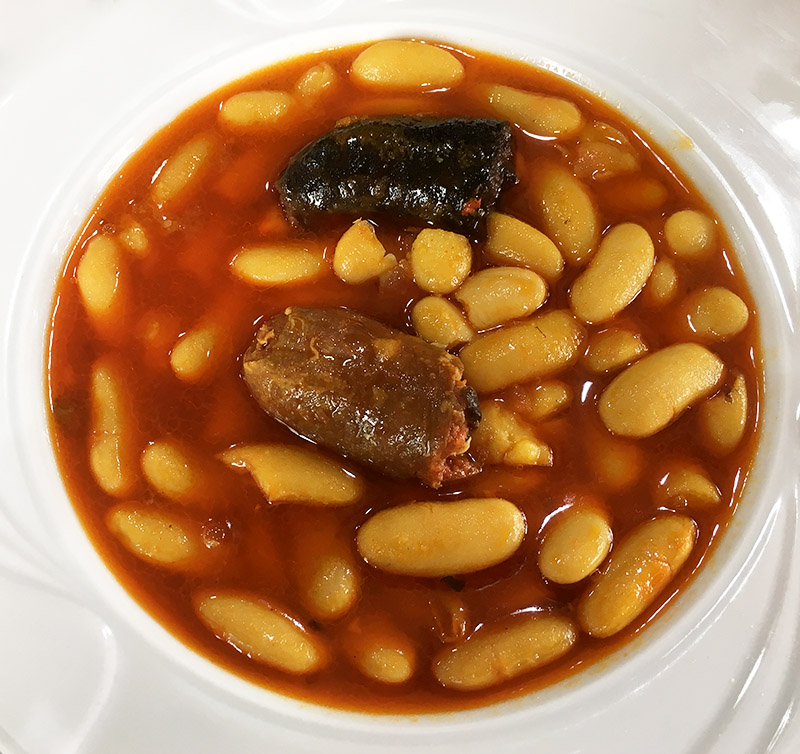
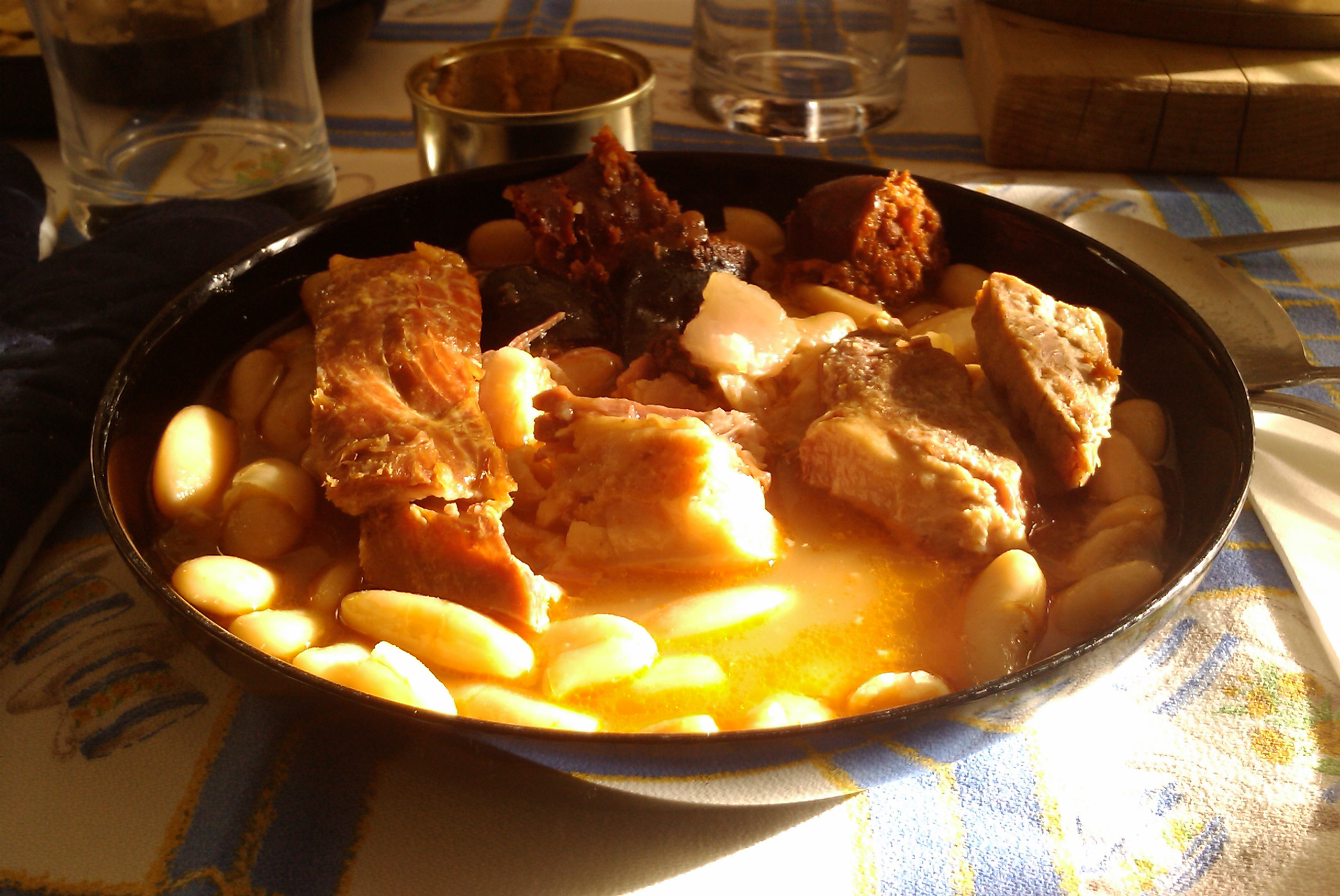
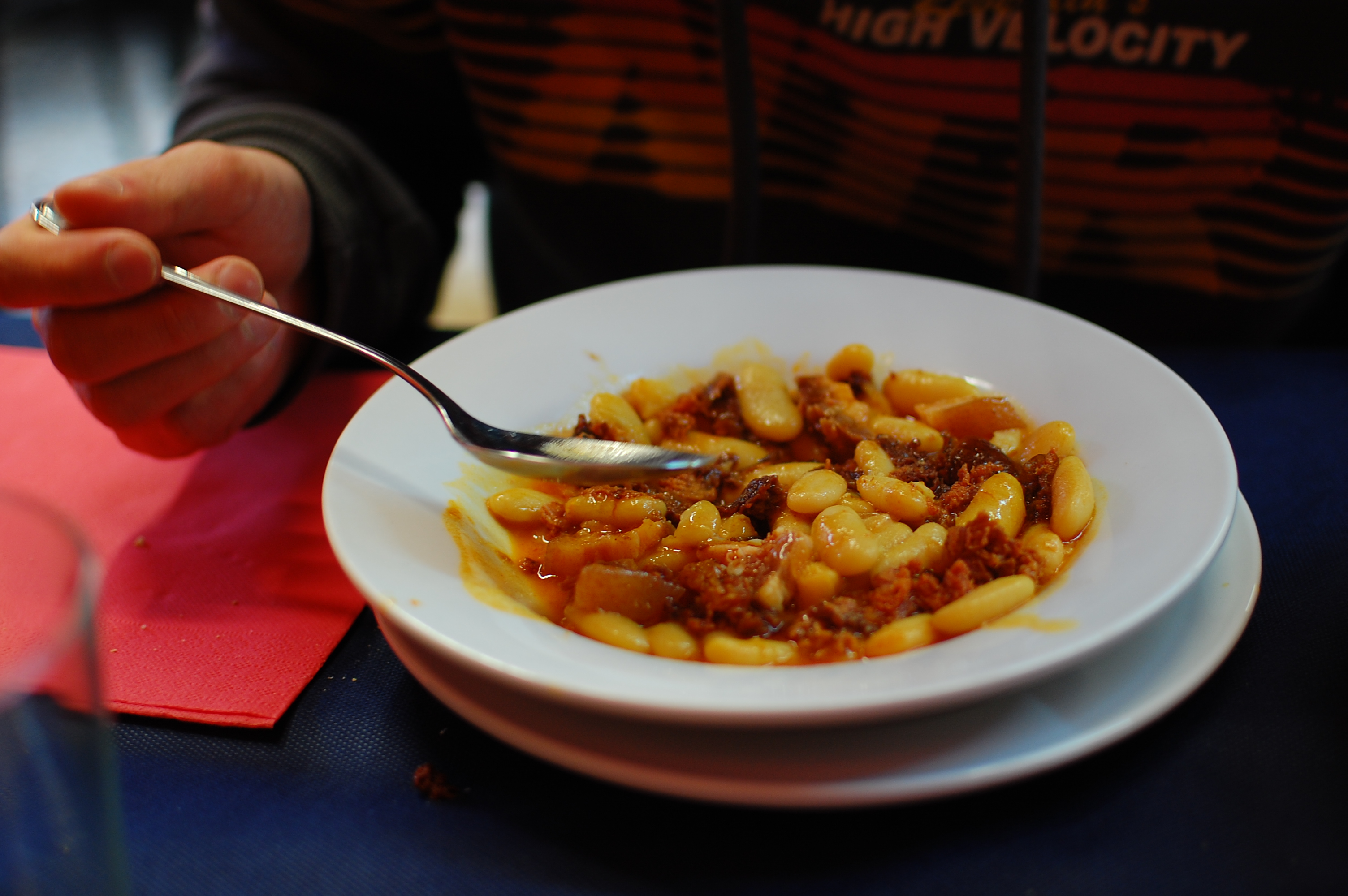